# Kielno (województwo pomorskie)
Kielno (dodatkowa nazwa w j. kaszub. Czelno, niem. Kölln) – kaszubska wieś letniskowa w Polsce, położona w województwie pomorskim, w powiecie wejherowskim, w gminie Szemud na północ od jeziora Tuchomskiego w otulinie Trójmiejskiego Parku Krajobrazowego.
| SIMC    | Nazwa         | Rodzaj    |
| ------- | ------------- | --------- |
| 1015334 | Bożanka       | część wsi |
| 1015340 | Brzozówka     | część wsi |
| 1015386 | Dębnica       | część wsi |
| 1015481 | Hamowana      | część wsi |
| 1015660 | Mrówczy Zamek | część wsi |
| 1015736 | Place         | część wsi |

Pierwsze historyczne wzmianki o Kielnie pochodzą z roku 1325. Wieś królewska w powiecie gdańskim województwa pomorskiego w II połowie XVI wieku.
W latach 1954–1972 wieś należała i była siedzibą władz gromady Kielno. W latach 1973–1976 miejscowość była siedzibą gminy Kielno. W latach 1975–1998 miejscowość administracyjnie należała do województwa gdańskiego.
Nazwa Kielno pochodzi od dawniej stosowanego słowa „kiel” oznaczającego pniak, czyli miejsce wykarczowane. Pisownia nazwy wsi zmieniała się na przestrzeni dziejów: Kelne, Kelnam, Callen, de Kelna, Kyelnya, Calgn itp. Krzyżacy stosowali nazwę Kölln am Walde, a podczas okupacji pruskiej i niemieckiej była używana nazwa Kölln. Po wojnie trzynastoletniej wieś przybrała czasowo nazwę Kolno. Aktualna nazwa pojawia się dopiero w 1534 roku.
W Kielnie urodził się kaszubski poeta Alojzy Nagel. Z Kielna pochodził też ppor. Klemens Wicki, szef siatki wywiadowczej Związku Walki Zbrojnej, patron szkoły w Pępowie, odznaczony pośmiertnie Orderem Krzyża Niepodległości.
W centrum wsi znajduje się jezioro.
W okolicach Kielna przechodzi droga ekspresowa tzw. Trasa Kaszubska nr S6.

## Demografia
Wieś Kielno ma 2008 mieszkańców (dane na koniec roku 2021), z czego 47,8% stanowią kobiety, a 52,2% mężczyźni. W latach 1998–2021 liczba mieszkańców wzrosła o 128,2%.

## Zabytki
Według rejestru zabytków NID na listę zabytków wpisane są:
- kościół parafialny pw. św. Wojciecha Biskupa i Męczennika, ul. Oliwska 22, poł. XVIII, 1870, 1903, nr rej.: A-526 z 15.06.1971 i z 5.07.2016
- cmentarz rzymskokatolicki przy kościele, XVIII-XX w., nr rej.: A-526 z 31.08.2016.

Kościół rozbudowany został w latach 1870 i 1903 z pochodzącej z XVIII wieku kaplicy, wyposażenie pochodzi z drugiej połowy XVIII wieku.

## Galeria

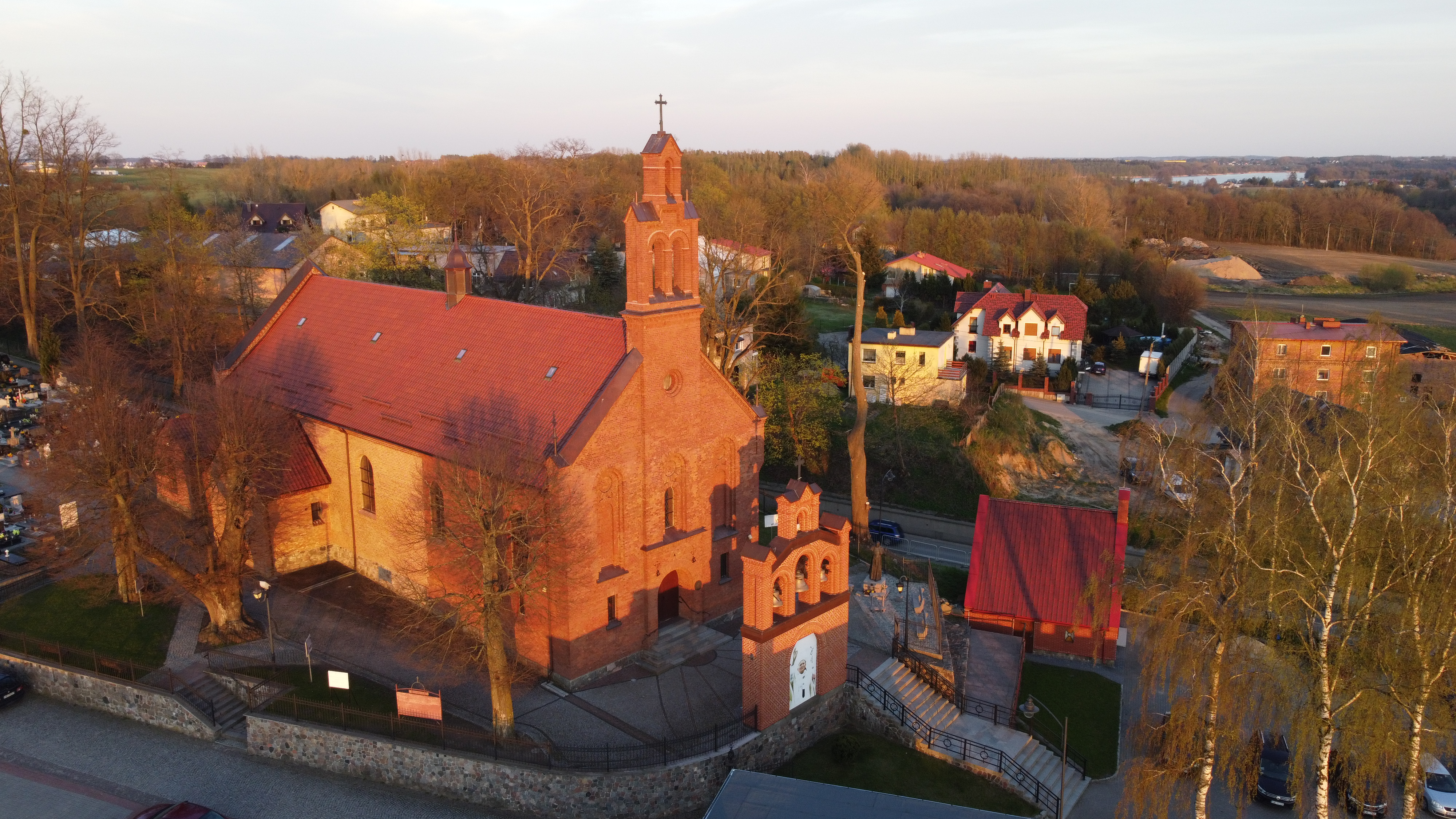
Kościół
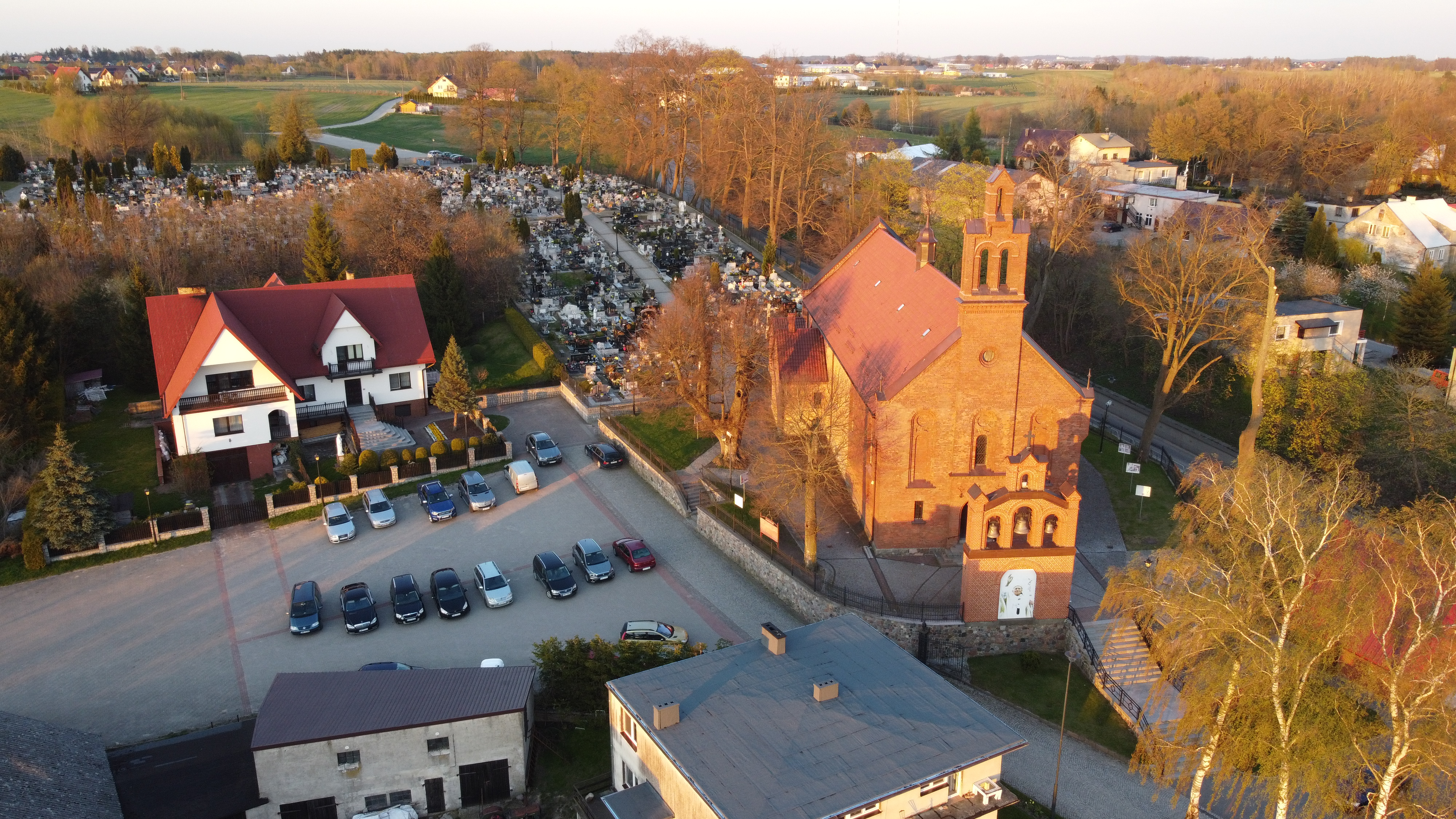
Cmentarz
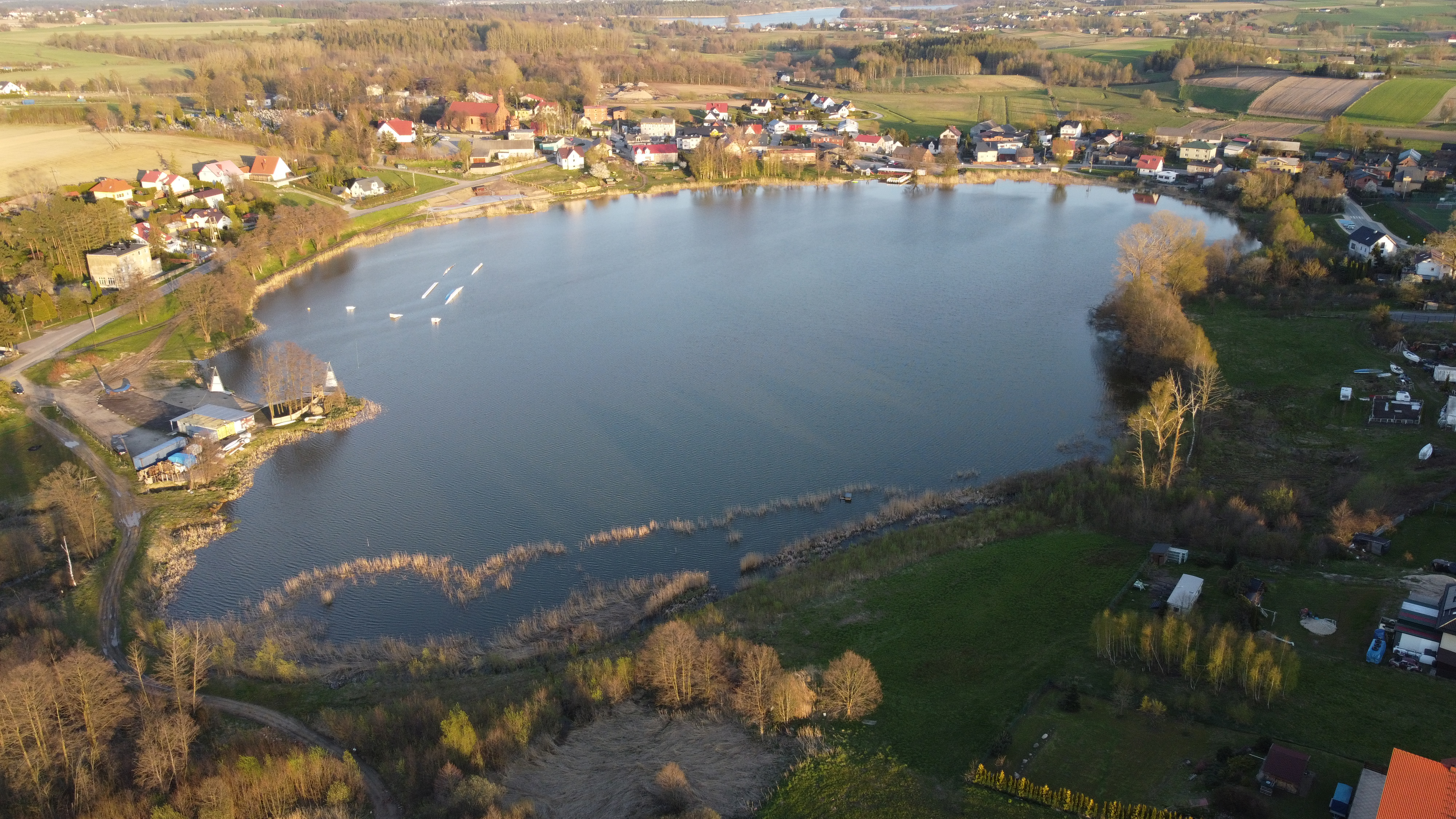
Jezioro Kielno
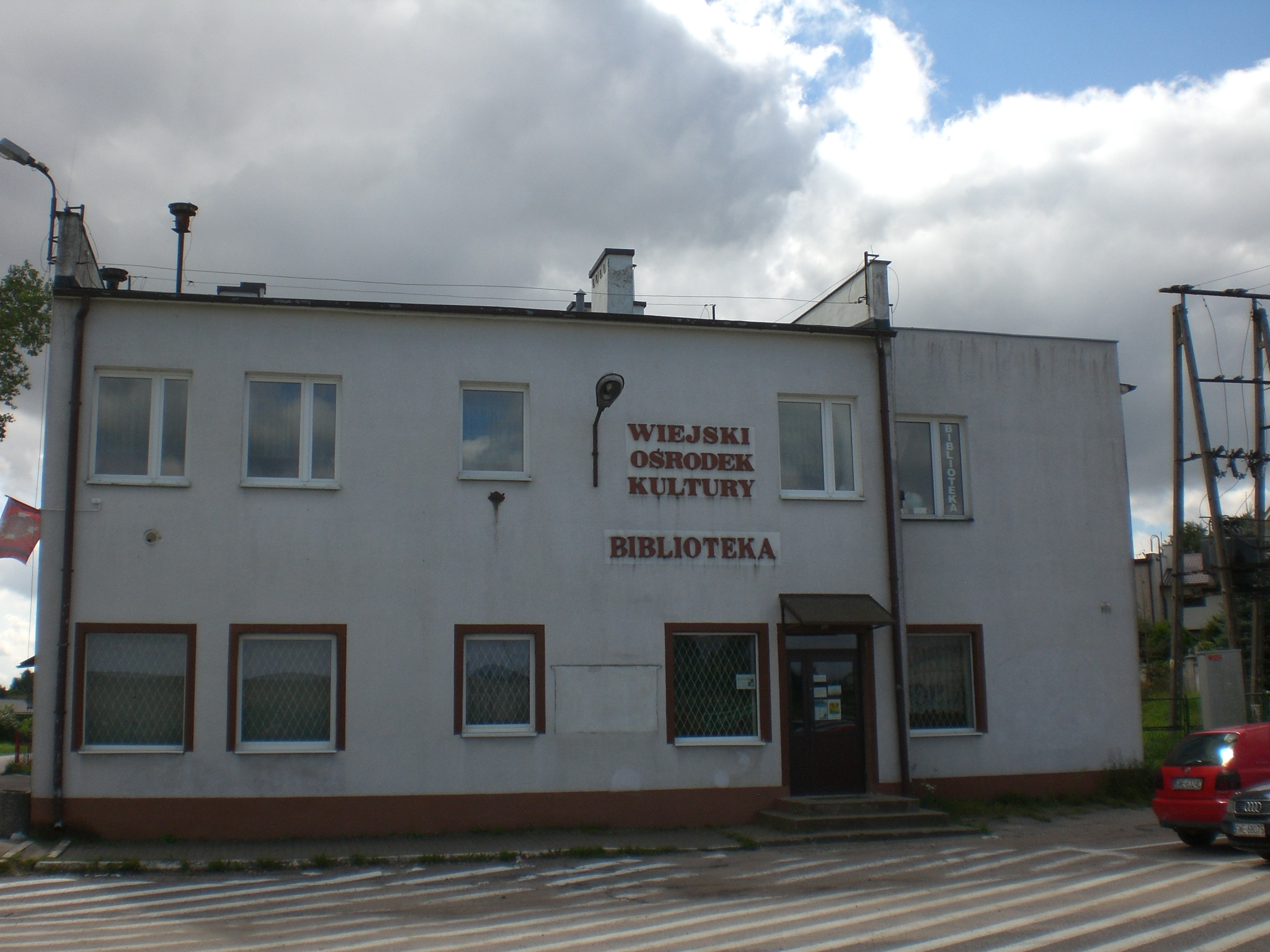
Biblioteka